# República Socialista Soviética da Crimeia
A República Socialista Soviética da Crimeia (em russo:  Крымская Социалистическая Советская Республика ou Крымская Советская Социалистическая Республика; em tártaro da Crimeia:  Qırım Şuralar Sotsialistik Cumhuriyeti) foi um estado aliado à União das Repúblicas Socialistas Soviéticas que existiu na Crimeia por vários meses em 1919 durante a Guerra Civil Russa. Foi o segundo governo bolchevique na Crimeia e sua capital era Simferopol.